# John Betts (físico)
John Betts (circa 1623 - 1695) fue un médico inglés. Su posición profesional posterior se vio afectada por sus creencias religiosas y luego por su actitud de no prestar juramento después de la Revolución Gloriosa.

## Vida
Hijo de Edward Betts y su esposa Dorothy, hija de John Venables de Rapley en Hampshire, nació en Winchester. Después de estudiar en Winchester College, fue elegido becario del Corpus Christi College en Oxford en febrero de 1643, y obtuvo el título de Bachiller en Artes el 9 de febrero de 1647.
Betts fue expulsado en 1648, durante la visita parlamentaria a la Universidad de Oxford. Se dedicó al estudio de la medicina y obtuvo los títulos de M.B. (Licenciado en Medicina) y M.D. (doctor en Medicina) en Oxford el 11 de abril de 1654. Fue admitido como candidato en el Royal College of Physicians el 30 de septiembre de 1654 y como miembro el 20 de octubre de 1664.
Siendo católico romano, Betts practicó con éxito en Londres, principalmente entre católicos. Más tarde fue designado médico ordinario del rey Carlos II. Su posición en el Colegio de Médicos se vio influenciada por cuestiones religiosas y políticas. Richard Middleton Massey registró que Betts había sido excluido de él en el período de 1679 a 1684, durante la Crisis de la Exclusión y la represión del Complot papista. Junto con John Gother y otros, Betts apoyó la construcción de la Capilla de Lime Street en 1686.
Censor del Colegio en 1671, 1673, 1685 y 1686, Betts fue nombrado elegido el 25 de junio de 1685. El 1 de julio de 1689 fue admitido en la Cámara de los Lores como "papista", y el 25 de octubre de 1692 se le amenazó con perder su cargo de elegido si no prestaba juramento de fidelidad al rey Guillermo de Orange. A pesar de no prestar el juramento, y a pesar de su avanzada edad, se le permitió permanecer sin ser molestado en su posición.
Betts falleció el 15 de mayo de 1695, momento en el cual Edward Hulse fue nombrado como elegido en su lugar; y fue sepultado en St Pancras.

## Obras
Betts publicó:
- De ortu et natura Sanguinis, Londres, 1669. George Thomson criticó este tratado en su obra "True way of Preserving the Blood in its integrity". Incluía:
  - Anatomia Thomæ Parri annum centesimum quinquagesimum secundum et novem menses agentis, cum clariss. viri Gulielmi Harveii aliorumque adstantium Medicorum Regiorum observationibus. Este era un relato de la autopsia de Old Tom Parr.[4] Anthony Wood afirmó que fue redactado por William Harvey.[2] El manuscrito fue entregado a Betts por el sobrino de William, Michael Harvey.[5]
- Medicinæ cum Philosophia naturali consensus, Londres, 1692.

## Familia
Su hijo Edward Betts también se convirtió en médico y falleció el 27 de abril de 1695.